# RMS Oceanic (1870)
RMS Oceanic var White Star Lines första linjefartyg byggd av Harland and Wolff i Belfast.

## Historia
Fartyget sjösattes den 2 mars 1871, och avgick på sin jungfrufärd från Liverpool den 2 mars 1871 med destination New York. Endast 64 personer åkte med fartyget trots att hon rymde 1166 personer. Kaptenen var Sir Digby Murray. I januari 1872 genomgick Oceanic en ombyggnad där fartyget bland annat fick två nya ångpannor. 
Den 11 mars 1875 chartrades fartyget av "Oriental and Occidental Steamship Line". Fartyget sattes i trafik mellan San Francisco och Hongkong. Hon kolliderade den 22 augusti 1888 med fartyget City of Chester vid Golden Gate. City of Chester gick till botten och 16 personer omkom men Oceanic klarade sig relativt bra. Den 7 januari 1890 reste Nellie Bly med fartyget från Yokohama till San Francisco på sin resa Jorden runt på 72 dagar.
Fartyget återlämnades till White Star Line år 1895 och höggs upp året därpå.

## Systerfartyg
RMS Oceanic fick tre systerfartyg.
- RMS Atlantic
- S/S Baltic
- S/S Republic